# Bovista
Genre
Bovista est un genre de champignons basidiomycètes de la famille des Lycoperdaceae (ou des Agaricaceae selon les classifications), les lycoperdacées comprenant l'essentiel de ce qui est communément appelé vesse-de-loup.

## Liste d'espèces
Selon BioLib (6 sept. 2015) :
- Bovista aestivalis (Bonord.) Demoulin
- Bovista ammophila Lév.
- Bovista colorata (Peck) Kreisel
- Bovista graveolens Schwalb
- Bovista limosa Rostr.
- Bovista nigrescens Pers.
- Bovista paludosa Lév.
- Bovista plumbea Pers.
- Bovista polymorpha (Vittad.) Kreisel
- Bovista pusilla (Batsch) Pers.
- Bovista pusilliformis (Kreisel) Kreisel
- Bovista tomentosa (Vittad.) De Toni